# Christy Cabanne
Christy Cabanne (16 de abril de 1888-15 de octubre de 1950) fue un actor, director y guionista cinematográfico estadounidense. Fue, junto a Sam Newfield y William Beaudine, uno de los más prolíficos directores de la historia del cine estadounidense.

## Biografía
Su nombre completo era William Christy Cabanne, nació en San Luis (Misuri). Cabanne se graduó en la Academia Naval de los Estados Unidos en Annapolis, pasando varios años en la Armada y licenciándose en 1908. 
Decidió hacer carrera en el teatro, haciéndose director y actor. Aunque la interpretación fue su principal ocupación, cuando llegó a la industria cinematográfica fue principalmente como director, tras actuar en más de 40 cortos entre 1911 y 1914. Firmó contrato con Fine Arts Co., y después trabajó como ayudante de D.W. Griffith. Miriam Cooper afirmaba que fue él quien la descubrió y le dio trabajo como extra en 1912.
Dedicado así mismo a los guiones, fue contratado por Metro Pictures para escribir un serial. Tras ello formó su propia productora, que cerró pocos años después. Posteriormente trabajó como director, principalmente en producciones de bajo a medio costo para estudios como FBO, Associated Exhibitors, Tiffany y Pathe, aunque llegó a colaborar con MGM en unas pocas entre mediados y finales de los años veinte, como fue en el caso de The Midshipman (1925).
A mediados de la década de 1930 su carrera repuntó y rodó varios títulos para Universal Studios. Sin embargo, a finales de la década volvió a encontrarse dirigiendo producciones de muy bajo presupuesto, incluyendo westerns e historias de horror y aventura para estudios como Monogram Pictures, PRC y Screen Guild.
Estuvo casado con Millicent Fisher, con quien tuvo un hijo. Christy Cabanne falleció en 1950 en Filadelfia, Pensilvania, a causa de un infarto agudo de miocardio. Fue enterrado en el Cementerio Forest Lawn Memorial Park de Glendale (California).

## Filmografía seleccionada
- The Battle (1911)
- For His Son (1912)
- The Transformation of Mike (1912)
- Under Burning Skies (1912)
- The Goddess of Sagebrush Gulch (1912)
- The Punishment (1912)
- A Temporary Truce (1912)
- The Inner Circle (1912)
- Two Daughters of Eve (1912)
- So Near, Yet So Far (1912)
- The Painted Lady (1912)
- Heredity (1912)
- The Informer (1912)
- My Hero (1912)
- A Cry for Help (1912)
- The God Within (1912)
- A Chance Deception (1913)
- Near to Earth (1913)
- A Misunderstood Boy (1913)
- The House of Darkness (1913)
- The Wanderer (1913)
- A Timely Interception (1913)
- The Mothering Heart (1913)
- The Sorrowful Shore (1913)
- During the Round-Up (1913)
- An Indian's Loyalty (1913)
- So Runs the Way (1913)
- The Conscience of Hassan Bey (1913)
- The Life of General Villa (1914)
- Judith of Bethulia (1914)
- The Hunchback (1914)
- The Quicksands (1914)
- The Rebellion of Kitty Belle (1914)
- The Sisters (1914)
- The Lost House (1915)
- Enoch Arden (1915)
- Pathways of Life (1916)
- Daphne and the Pirate (1916)
- Sold for Marriage (1916)
- Diane of the Follies (1916)
- Beyond the Rainbow (1922)
- The Midshipman (1925)
- Altars of Desire (1927)
- Graft (1931)
- The World Gone Mad (1933)
- Jane Eyre (1934)
- Storm Over the Andes (1935)
- The Mummy's Hand (1940)
- Scared to Death (1947)